# 1442 Corvina
1442 Corvina este un asteroid din centura principală, descoperit pe 29 decembrie 1937, de György Kulin.